# السرب المقاتل رقم 190، حادثة إطلاق نار صديقة بين طائرات البلوز والرويال
كانت حادثة النيران الصديقة للسرب المقاتل 190، البلوز والرويال، حادثة نيران صديقة شملت طائرتين هجوميتين من طراز A-10 Thunderbolt II، من السرب المقاتل 190 التابع للحرس الوطني الجوي للقوات الجوية الأمريكية، ومركبات من السرب D البريطاني، البلوز والرويال ‏ من سلاح الفرسان الملكي، ووقعت في 28 مارس 2003 أثناء غزو العراق من قبل القوات المسلحة للولايات المتحدة والمملكة المتحدة. وفي الحادث، أطلقت طائرتان من طراز A-10 تابعتان للقوات الجوية الأمريكية النار على مركبتين مدرعتين من طراز Blues and Royals ودمرتهما، ما أسفر عن مقتل جندي بريطاني وإصابة خمسة آخرين.
ورغم أن هذه الحادثة لم تكن الحادثة الوحيدة التي شهدتها فترة الغزو، فإن ظروف التحقيق في وفاة العريف البريطاني ماتي هال ــ والحكم اللاحق بارتكاب جريمة قتل غير قانونية ‏ ــ أدت إلى قدر كبير من التدقيق الإعلامي في المملكة المتحدة. وكان ذلك مرتبطاً بنشر أدلة فيديو من الطائرة المهاجمة، ومستويات التعاون الملموسة من جانب الوكالات الحكومية في كل من الولايات المتحدة والمملكة المتحدة مع التحقيق البريطاني.

## عملية تيليك – 28 مارس 2003
كان البلوز والرويال يخدمون كعنصر استطلاع مدرع للواء الهجوم الجوي السادس عشر . كانت أربع مركبات من السرب D، اثنتان من طراز FV107 Scimitars واثنتان من طراز FV103 Spartans، تتحرك شمال القوة الرئيسية، وتقوم بدورية على الحافة الأمامية لمنطقة المعركة . أُعلنت منطقة الدورية كمنطقة حظر اشتباك للقوات المتحالفة وتم وضع علامات تحديد القتال ‏ المتفق عليها بين التحالف على المركبات بما في ذلك لوحات قماشية برتقالية اللون وعاكسات حرارية وأعلام الاتحاد.
كانت طائرتان من طراز A-10 Thunderbolt II من الحرس الوطني الجوي في ولاية أيداهو ‏، السرب المقاتل رقم 190، ‏ تكملان مهمة استغرقت ساعتين؛ حيث اشتبكتا مع قاذفات المدفعية والصواريخ التابعة الفرقة السادسة (العراق) العراقية، المتحصنة على مسافة 25 ميل (40 كـم) شمال البصرة. تم توجيه الطائرات إلى أهدافها من قبل مراقبي الجو المتقدمين من مشاة البحرية الأمريكية، والمدمجين مع الوحدات البرية البريطانية، ويقودها رائد ومقدم في رحلتهم التشغيلية الأولى للغزو. وفقًا للتقارير الإعلامية للتحقيق اللاحق، كانت الرحلة بقيادة الرائد.
من ارتفاع 12,000 قدم (3,700 م)، رصدت الطائرة مركبات عراقية 800 يارد (730 م) شمالاً، والدورية البريطانية أقل من ثلاثة ميل (5 كـم) غربًا. بعد الحوار مع مراقب الهجوم الأمامي (FAC) وبين أفراد الطاقم الجوي، تعرض القافلة البريطانية لهجوم بالمدفعية والصواريخ من قبل طائرات A-10 مما أدى إلى تعطيل المركبات. خرج الجنود البريطانيون من المركبات، واختبأوا تحت هياكلها. نفذت الطائرة هجومًا ثانيًا، مما أدى إلى مقتل العريف الأول للخيول (L/CoH) ماتي هال، وهو لا يزال داخل سيفه.
عاد الجندي كريستوفر فيني، 18 عامًا، سائق المركبة الرئيسية، إلى سيارته المحترقة وأبلغ عن حالة استغاثة عبر جهاز الراديو الذي لا يزال يعمل. ثم سحب الجندي فيني العريف تودبول المصاب بجروح بالغة من السيارة المحترقة قبل محاولة استعادة هال بالسيف الثاني، ولكن تم صده بواسطة الذخائر المتفجرة والحرارة. بسبب أفعاله، حصل الجندي فيني لاحقًا على وسام جورج كروس، وهو أعلى جائزة للشجاعة "ليس في مواجهة العدو". وبالإضافة إلى مقتل هال، أصيب خمسة جنود آخرين.

## مجالس التحقيق
حقق سلاح الجو الأمريكي في الحادث في عام 2003، لكن نتائج هذا التحقيق لم يفصح عنها علنًا، ولم تسفر عن محاكمة عسكرية. وتشير التقارير اللاحقة للتحقيق الذي أجرته القوات الجوية الأمريكية إلى أن التحقيق وجد خطأ في تصرفات الطيارين في الحادث، بما في ذلك "اكتشاف زيادة العبء المعرفي والجسدي على المهام، وعدم فعالية التواصل، والفشل في التعرف على لوحات التعريف من قبل الطيارين". وأوصى تقرير التحقيق باتخاذ إجراءات إدارية أو تأديبية ضد الطيارين. لكن مسؤولين كبار في وزارة الدفاع الأميركية برأوا الطيارين من ارتكاب أي مخالفات.[بحاجة لمصدر]</link>
في عام 2004، عقدت لجنة تحقيق تابعة للجيش البريطاني، وكانت نتائجها، من بين أمور أخرى، أن الرائد سمح للمقدم بالهجوم، ولكن لم يصدر أي إذن من قبل المراقبين على الأرض. وقد صدر التقرير إلى عائلة العريف هول، ثم إلى الجمهور في وقت لاحق. و زعم ذلك  أن بعض المواد السرية المتاحة لمكتب التحقيقات الفيدرالي حجبت عن العائلة.[بحاجة لمصدر]</link>

## التحقيق في وفاة رئيس هيئة الأركان العامة هال

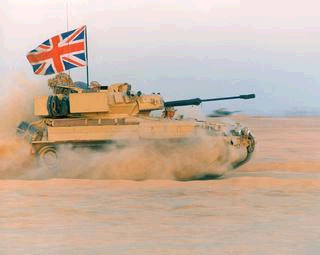
مركبة استطلاع مدرعة

في ذلك الوقت، أُعيدت جثث أفراد الخدمة الذين يموتون في الخارج إلى المملكة المتحدة عبر قاعدة RAF Brize Norton ‏، مما أدى إلى مسؤولية إجراء التحقيقات تحت الولاية القضائية المدنية لطبيب شرعي في أوكسفوردشاير. عقد تحقيق في وفاة L/CoH Hull في عام 2006، برئاسة مساعد الطبيب الشرعي أندرو ووكر.

### المناقشة قبل التحقيق
إن الموقف المعلن لحكومة الولايات المتحدة هو أن العسكريين الأميركيين لا يحضرون المحاكم غير الأميركية، وعادة ما تقدم بيانات مكتوبة.
وذكرت وسائل إعلام بريطانية أن الحكومة البريطانية ضغطت على الحكومة الأميركية، عبر السفارة الأميركية في لندن، للإفراج عن كل الأدلة المتعلقة بالحادث. وقد تم الإبلاغ عن اجتماع بين وزيرة الشؤون الدستورية هارييت هارمان ونائب رئيس البعثة ديفيد جونسون في 20 نوفمبر/تشرين الثاني 2006 حيث تم تقديم ضمانات بنقل مخاوف الحكومة البريطانية بشأن سياسة الولايات المتحدة بشأن الحضور إلى واشنطن.
وفي الأول من فبراير/شباط 2007، كررت هارمان هذا الموقف، مسلطةً الضوء على طلب الأدلة ومشيرةً إلى أنه لا يمكن إجبار الموظفين الأميركيين على حضور التحقيق.

### إجراء التحقيق
وقد استمعت هيئة التحقيق إلى شهادات شفوية من مختلف الموظفين البريطانيين المرتبطين بالحادث، بما في ذلك أولئك الموجودين في القافلة، ورئيس هيئة الأركان المشتركة الذي أعرب عن رأيه بأن طاقم الطائرة كان يتصرف بشكل مستقل. علق ووكر على تصرفات العريف فيني جي سي قائلاً: "أنت رجل شجاع. أنت تستحق الثناء على ما فعلته."
وقد تم الاعتراف علنًا أثناء التحقيق بوجود مقطع فيديو من قمرة القيادة لشاشة العرض الأمامية لإحدى الطائرات، والذي أشارت تقارير وسائل الإعلام إلى أنه عرض على مكتب التحقيقات، ولكن لم يكشف عنه لعائلة هال مع النتائج.
وقد عرض الفيديو على الطبيب الشرعي بشكل خاص، على الرغم من أن وزارة الدفاع رفضت السماح باستخدامه في العلن، مستشهدة بالاتفاقيات الدولية المتعلقة بالإفراج عن المعلومات السرية، وتصنيف الولايات المتحدة للشريط بأنه سري. وقد أدى هذا الالتزام بالبروتوكولات الدولية إلى انتقادات كبيرة في وسائل الإعلام البريطانية، مما أدى إلى إصدار وزير القوات المسلحة آدم إنجرام بيانًا عامًا أكد فيه على ضرورة رفع السرية الأمريكية عن الفيديو وتسليط الضوء على المشاركة المستمرة لتحقيق ذلك.
وأشارت تقارير إعلامية إلى أن وزارة الدفاع نفت في وقت سابق وجود الفيديو.
وفي 2 فبراير/شباط 2007 قرر ووكر تأجيل التحقيق حتى يتسنى عرض الفيديو في جلسة علنية للمحكمة.

### التسريب غير المصرح به وإزالة السرية اللاحقة عن أدلة الفيديو
سُرب الفيديو إلى صحيفة "ذا صن" الشعبية، وأُبلغ عنه في 6 فبراير 2007، كما نشر على موقع الصحيفة على الإنترنت. وأشارت الصحيفة إلى أن التسريب جاء من مصدر عسكري أميركي. أعلنت الحكومة الأمريكية في وقت لاحق أن الفيديو سيتم رفع السرية عنه، لكنها أشارت إلى أن التسريب من المرجح أن يكون جريمة جنائية.
ويبلغ طول الفيديو الذي نشر 19 دقيقة، وكان مصحوبًا بتسجيلات صوتية من قمرة القيادة واتصالات لاسلكية.
تزعم وسائل إعلام بريطانية وجود ستة أخطاء من جانب طاقم الطائرة:
1. وسأل الطيارون مراقب الحركة الجوية المتقدم (فندق مانيلا) ما إذا كانت هناك قوات صديقة حول المركبات العراقية - وليس إلى الغرب.
2. ولم يقدم أي من الطيارين مراجع الشبكة الدقيقة لدورية سلاح الفرسان الملكي للتحقق من هويتها.
3. وأقنع الطيارون أنفسهم بأن لوحات التعريف البرتقالية كانت في الواقع قاذفات صواريخ برتقالية.
4. قرر POPOV36 الهجوم، قائلاً إنه "يتدحرج" دون إذن من مراقب الجو الأمامي.
5. طلب POPOV35 من المدفعية إطلاق قذيفة تحديد على منطقة الهدف لإزالة الارتباك، لكن POPOV36 هاجم دون انتظار ذلك.
6. أطلقت طائرة POPOV36 النار على العمود للمرة الثانية، لكنها ما زالت تشك في هويته.

يتضمن المقطع الصوتي نقاشًا حول هوية الأهداف والأمر الصادر من القيادة الجوية الأمريكية بالانسحاب عند تحديد احتمال وقوع حادث" اصطدام أزرق على أزرق". يتضمن المسار الصوتي أيضًا إشعارًا بوفاة شخص واحد وعدة إصابات مع الأمر بالعودة إلى القاعدة. يشير الصوت اللاحق إلى بكاء الطيارين وإحباطهم.
أكد بيان صادر عن مكتب الطب الشرعي في أوكسفوردشاير في وقت لاحق أن ووكر كان يرى أنه، بما أن الفيديو أصبح في المجال العام، فيمكن الآن تقديمه كدليل دون موافقة الحكومة الأمريكية، وأن التحقيق سوف يستأنف في 12 مارس 2007.

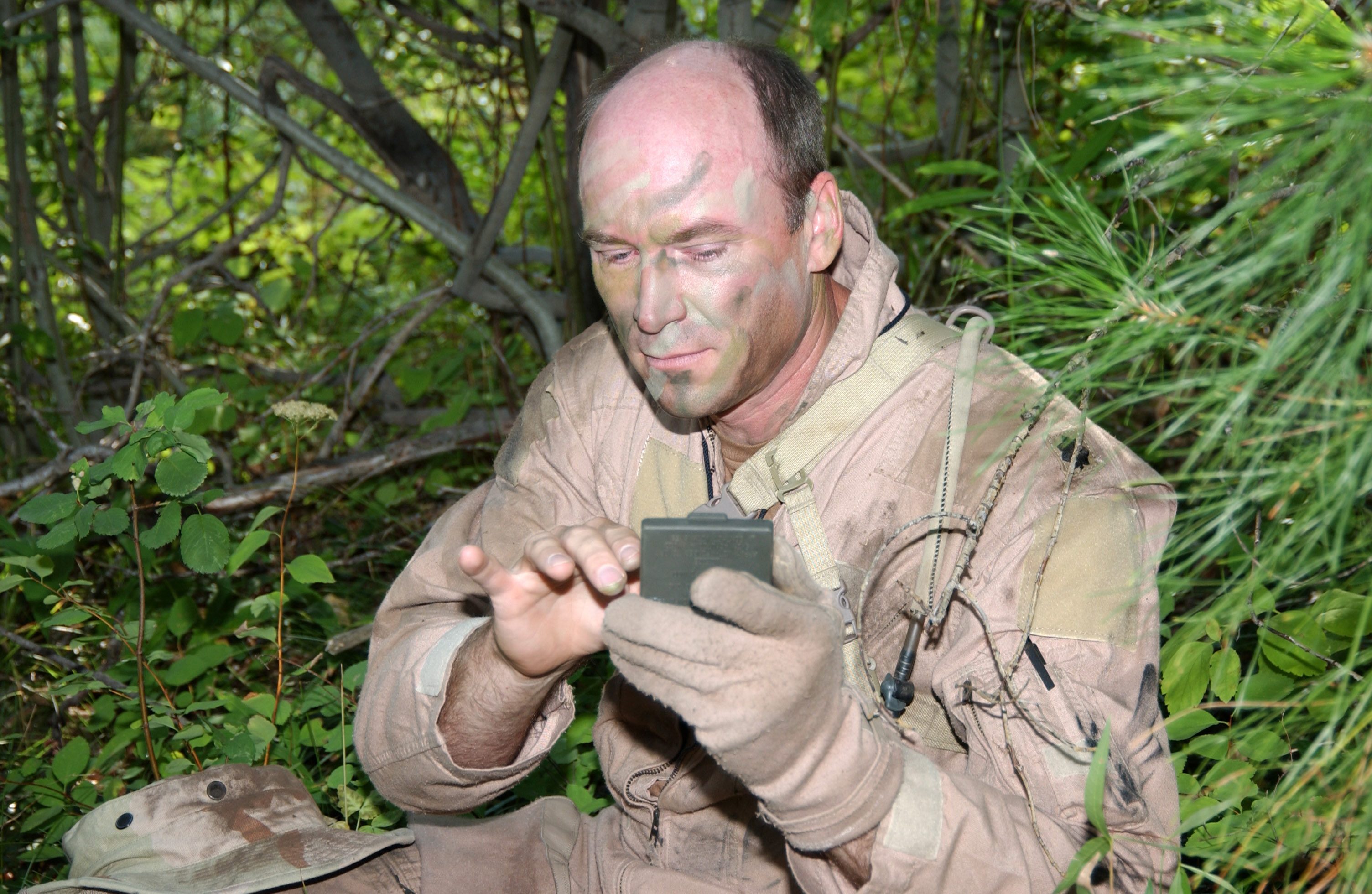
كونتوب رقم 190

أطلقت صحيفة صن على POPOV36 في 6 فبراير 2007 اسم العقيد جوس كونتوب، وهو طيار تجاري لشركة Southwest Airlines وعضو في الحرس الوطني الجوي في ولاية أيداهو ‏. ومع ذلك، لم يكشف علنًا عن هوية POPOV35، الذي أصدر الأمر: "امسكوه، امسكوه". وكان من المقرر استئناف التحقيق البريطاني في 12 مارس/آذار 2007.

### إعادة انعقاد التحقيق
استؤنفت تحقيقات أوكسفوردشاير كما كان مقررا في 12 مارس/آذار بشهادة ضابط طيران بريطاني متورط في الحادث، والذي ذكر أن الحادث لم يكن ليحدث لو أن الطيارين الأميركيين المتورطين اتبعا نفس الإجراءات التي يتعين على الطيارين البريطانيين اتباعها في نفس النوع من المواقف. في 13 مارس/آذار، شهد نفس المحقق البريطاني أن POPOV36 ارتكب "سلسلة من الإخفاقات الخطيرة" عندما أطلق النار على المركبات البريطانية في الحادث، بما في ذلك "تجاهل علامات التحذير الحاسمة، والهجوم دون إذن، والفشل في انتظار علامة قذيفة مدفعية على هدف مقترح".[بحاجة لمصدر]</link> بعد أن كشف التحقيق عن أن أجزاء من الأدلة ذات الصلة من التحقيق الأمريكي في الحادث تم حجبها في نسخة التقرير المقدمة للتحقيق، قدمت أرملة ماتي هال نداءً شخصيًا إلى الرئيس الأمريكي جورج دبليو بوش للإفصاح عن المعلومات للتحقيق.

### حكم التحقيق
أصدر الطبيب الشرعي أندرو ووكر في 16 مارس/آذار حكماً سردياً، مؤكداً أن مقتل هال كان " غير قانوني ‏". وقال ووكر: "إن الهجوم على القافلة كان بمثابة اعتداء. وكان غير قانوني لأنه لم يكن هناك سبب قانوني لذلك، وكان في هذا الصدد عملاً إجرامياً". ولم يحضر أي من الطيارين الأميركيين المتورطين أو أي ممثل آخر من الحكومة الأميركية التحقيق، على الرغم من الطلبات العديدة التي تقدم بها ووكر وهارمان وعائلة هال للقيام بذلك.

### البحث ركز على الحادثة
باعتبارها حالة نادرة حيث أصبح مقطع فيديو لحادث قتل بين الأخوة أو "نيران صديقة" متاحًا للعامة، فقد جذبت القضية قدرًا كبيرًا من الاهتمام بين الباحثين المهتمين باستكشاف مسألة سبب وقوع مثل هذه الحوادث وما يمكن فعله بشأنها. واستناداً إلى تقاليد البحث الاجتماعي في الإثنومنهجية وتحليل المحادثة، قدم عمل نيفيل وعمل إلسي وماير وسميث وواتسون، من بينهم، روايات مفصلة عن كيفية تطور الحادث في الوقت الحقيقي، فضلاً عن كيفية التحقيق فيه لاحقًا من خلال التحقيقات العسكرية وغير العسكرية المختلفة بعد وقوع الحادث. في سياق بحثهم، طور كل من إليزي وماير وسميث وواتسون نسخة بديلة من النص، استنادًا جزئيًا إلى المعلومات التفصيلية الصادرة في تقرير مجلس التحقيق في النيران الصديقة التابع للقوات الجوية الأمريكية، لتسهيل متابعة ديناميكيات التفاعل في الحادث. النص متاح للقراءة المفتوحة.

### ملحوظات
1. 1 2  "Coroner demands explanation in 'friendly fire' death". The Guardian. London. 1 فبراير 2007. مؤرشف من الأصل في 2013-04-20. اطلع عليه بتاريخ 2014-05-01.
2. ↑  Townsend، Mark (4 فبراير 2007). "Why won't the US tell us how Matty died?". الغارديان. London. مؤرشف من الأصل في 2013-08-31.
3. ↑  "Teenage hero gets bravery medal". BBC News. 25 فبراير 2004. مؤرشف من الأصل في 2012-07-15. اطلع عليه بتاريخ 2014-12-12.
4. 1 2  Payne، Stewart (31 يناير 2007). "Soldier tells how he tried to rescue colleague". The Daily Telegraph. London. مؤرشف من الأصل في 2012-09-10. اطلع عليه بتاريخ 2010-04-21.
5. ↑  ABC News. "International News – World News – ABC News". ABC News. مؤرشف من الأصل في 2011-06-29. اطلع عليه بتاريخ 2015-07-21.
6. ↑  British Army, Board of Inquiry Report, p. 5-2.
7. ↑  Gibb، Frances (29 أغسطس 2007). "US will never let 'friendly-fire' witnesses go to a British court". The Times. London. مؤرشف من الأصل في 2008-05-16. اطلع عليه بتاريخ 2007-11-14.
8. ↑  "Washington to hear of UK 'friendly fire' concerns". The Guardian. London. 20 نوفمبر 2006. مؤرشف من الأصل في 2012-07-18. اطلع عليه بتاريخ 2010-05-01.
9. ↑  Don Mackay (1 فبراير 2007). "'FRIENDLY FIRE FILM' DAMNS USA PILOTS". Daily Mirror. مؤرشف من الأصل في 2007-10-10. اطلع عليه بتاريخ 2015-07-21.
10. ↑  "'Friendly fire' Iraq video found". BBC News. 31 يناير 2007. مؤرشف من الأصل في 2012-07-10. اطلع عليه بتاريخ 2010-05-01.
11. ↑  "Widow of friendly-fire accident victim condemns US over lack of cooperation". 4 فبراير 2007. مؤرشف من الأصل في 2013-02-03. اطلع عليه بتاريخ 2015-07-21.
12. ↑  Ministry of Defence | Defence News | DEFENCE NEWS DAILY نسخة محفوظة 10 October 2006 على موقع واي باك مشين.
13. ↑  Borger, Ewen MacAskill Julian (7 Feb 2007). "British took part in friendly fire inquiry which cleared US pilots". The Guardian (بالإنجليزية البريطانية). ISSN:0261-3077. Archived from the original on 2023-08-04. Retrieved 2017-03-28.
14. ↑  "Sources: 'Friendly fire' video will go to UK coroner". CNN. مؤرشف من الأصل في 2007-02-07. اطلع عليه بتاريخ 2007-02-08.
15. ↑  Jordan, Mary, " 'I Think They're Rocket Launchers'", The Washington Post, 7 February 2007, .
16. ↑  Byers، David (6 فبراير 2007). "Pentagon backs down on friendly fire video". The Times. London. مؤرشف من الأصل في 2007-02-08. اطلع عليه بتاريخ 2010-05-01.
17. ↑  "Friendly fire pilot 'experienced'". BBC News. 8 فبراير 2007. مؤرشف من الأصل في 2020-11-27. اطلع عليه بتاريخ 2010-05-01.
18. ↑  Mundt, Peter, "From Stealth to Southwest Airlines" Pearls & Rubies, Fall, 2005 (Year 100, No. 3), pp. 12–13.
19. ↑  Gillan, Audrey (10 Aug 2020). "'Nobody knew about PTSD': the survivors of a 'friendly fire' attack 17 years on". The Guardian (بالإنجليزية البريطانية). ISSN:0261-3077. Retrieved 2023-04-27.
20. ↑  "'Friendly fire' widow's Bush plea". BBC News. 15 مارس 2007. مؤرشف من الأصل في 2024-12-02. اطلع عليه بتاريخ 2021-03-27.
21. ↑  BBC News, "'Friendly fire' killing unlawful", (16 March 2007) نسخة محفوظة 2012-07-11 at Archive.is
22. ↑  United States Air Force (2003). Investigation of a Suspected Friendly Fire Incident Involving an A10 and a United Kingdom (UK) Reconnaissance Patrol near Ad Dayr, Iraq, Operation Iraqi Freedom, 28 March 2003. Macdill Airforce Base, FL: United States Central Command, Office of the Commander in Chief.
23. ↑  Mair، M.؛ Elsey، C.؛ Smith، P.V.؛ Watson، P.G. (2014). "190th Fighter Squadron/Blues and Royals Fratricide: Modified Incident Transcript". University of Liverpool Repository. University of Liverpool. مؤرشف من الأصل في 2016-03-10. اطلع عليه بتاريخ 2016-02-25.

### الويب
British Army (2005). "Board of Inquiry Report into the Death of the Late 25035018 Lance Corporal of Horse Matthew Richard Hull" (PDF). Official British investigation of the incident. مؤرشف من الأصل (PDF) في 2007-02-14. اطلع عليه بتاريخ 2007-02-16.